# Нижньовербізька сільська рада
| Нижньовербізька сільська рада — орган місцевого самоврядування у Коломийському районі Івано-Франківської області з адміністративним центром у с. Нижній Вербіж. Історична дата утворення: в 1940 році. Водоймища на території, підпорядкованій даній раді: річки Прут, Лючка , Пістинська, Сопівка. Сільській раді підпорядковані населені пункти: - с. Нижній Вербіж |

## Склад ради
Рада складається з 20 депутатів та голови.

### Керівний склад ради
| ПІБ                      | Основні відомості                                                                      | Дата обрання | Дата звільнення |
| ------------------------ | -------------------------------------------------------------------------------------- | ------------ | --------------- |
| Карпенюк Марія Василівна | Сільський голова, 1952 року народження, освіта, Всеукраїнське об'єднання «Батьківщина» | 26.03.2006   | 31.10.2010      |
| Карпенюк Марія Василівна | Сільський голова, 1952 року народження, освіта вища, позапартійна                      | 31.10.2010   |                 |

Примітка: таблиця складена за даними джерела